# Марквард III фон Золмс-Кьонигсберг
Марквард III фон Золмс-Кьонигсберг († 5 март 1346) е граф на Золмс-Кьонигсберг.
Той е вторият син на граф Райнболд I фон Золмс-Кьонигсберг († 1279) и съпругата му Елизабет фон Вилденбург († 1303). Внук е на граф Марквард I фон Золмс († 1255). Племенник е на Арнолд, епископ на Бамберг (1286 – 1296). Братята му са Райнболд II († 1305/1308), граф на Золмс-Кьонигсберг, и Герхард фон Золмс-Кьонигсберг († 1322), каноник в Бон и Кьолн.

## Фамилия
Райнболд II има връзка с Кунигунда фон Льовенроде. Те имат незаконните деца:
- Андреас фон Золмс († 1333)
- Елизабет фон Золмс († 1333)
- Агнес фон Золмс
- Йоханес Марквард фон Золмс (fl 1333/1358), женен за Клара Вепнер
- Петер фон Золмс († 1333)